# Maison du Cambout de Coislin
 (juillet 2024).
Si vous disposez d'ouvrages ou d'articles de référence ou si vous connaissez des sites web de qualité traitant du thème abordé ici, merci de compléter l'article en donnant les références utiles à sa vérifiabilité et en les liant à la section « Notes et références ».
La Maison du Cambout de Coislin est une famille éteinte de la noblesse française.
Elle hérita des château et terre de Coislin qui furent érigés en duché au XVIIe siècle et ajouta le nom de Coislin au sien.

## Généralités
La famille du Cambout s'illustrera pendant sept siècles, tant à la cour du duc de Bretagne qu'à celle du roi de France.
Présente aussi sur les champs de bataille, certains de ses membres se signalent par exemple lors de la guerre de Succession de Bretagne.
Par le biais de l'alliance avec la famille du cardinal de Richelieu et de la faveur royale, les Cambout obtiennent en 1665 l'érection d'une partie de leurs terres en duché de Coislin. Grâce à cette parenté mais aussi avec celle de Pierre Séguier plusieurs obtiendront la prélature (cardinal, prince-évêque de Metz...).
Le 19 septembre 1795, le château et les terres du Cambout, confisqués sur Pierre du Cambout de Beçay († 29 avril 1817), vicomte de Carheil, marquis de Coislin, sont vendus comme bien national. Pierre du Cambout les rachète le 1er juin 1805.

## Origines
Alain Ier du Cambout est le premier seigneur du Cambout mentionné au XIIe siècle. Sa seigneurie relevait des comtes de Porhoët.

## Généalogie

### Branche aînée
- Alain Ier du Cambout (vers 1180), seigneur du Cambout, il vendit au chapitre de Vannes les dîmes de Moréac,
enfant :
Gilbert Ier, seigneur du Cambout,
- Gilbert Ier du Cambout, seigneur du Cambout,
enfant :
Gilles, seigneur du Cambout,
- Gilles du Cambout († après 1267), chevalier, seigneur [du Cambout et de Kersalio,
marié à Olive, fille de Henri, seigneur de Coëtlogon, dont :
Alain II, seigneur du Cambout,
Eon († après 1276), chevalier,
Jean († après 1297),
- Alain II du Cambout († après 1285), écuyer, seigneur du Cambout,
marié en mai 1271 à Jeanne Bedou, dont :
Gilbert, seigneur du Cambout,
Alain II († après 1302),
marié à Marion († après 1302),
Simon († après 1311), prêtre,
Eon († après 1347),
enfant :
Olivier († après 1347),
Jeanne,
mariée à Jean Hesard, seigneur de Vaucouronne,
Marguerite († après 1347),
- Gilbert II du Cambout († après [1340), seigneur du Cambout,
marié avant 1347 à Marguerite Goüyon, dont :
Jean († Tué le 29 septembre 1364 - Bataille d'Auray),
Alain III,
Aliette († après le 12 mars 1397),
mariée avant 1374 à Jean de Moulinières († avant le 12 mars 1397),
Mahaud,
mariée avant 1397 à Guillaume de La Cornillière,
Thomine,
mariée à Olivier de La Houssaye,
- Alain III du Cambout († 1415), seigneur du Cambout, échanson du duc de Bretagne, il est en 1410 écuyer de la duchesse de Bretagne,
marié à Jeanne de Tournemine († 1382), dont :
Étienne, seigneur du Cambout,
Jean († 1428), chevalier, il se trouve le 25 octobre 1415 à la Bataille d'Azincourt et y demeure prisonnier, il servit sous les ordres du comte de Richemont en 1418, il devient seigneur du Vauriou en 1417,
marié à Jeanne, fille de Olivier Ier, seigneur du Gué-de-l'Isle, sans postérité,
Thomine,
mariée à Jean, seigneur de Montagu,
marié à Orable Picquet,
- Étienne du Cambout († vers 1442), seigneur du Cambout, capitaine et gouverneur de Moncontour, de la Hunaudaye et de Châtelaudren par donation du Connétable de Richemont, échanson du duc de Bretagne et du roi de France, écuyer du duc de Bretagne, il fut déchargé de payer le rachat de sa seigneurie du Cambout,
marié le 19 août 1412 à Catherine fille d'Alain de La Motte seigneur de Vauclerc (Vauclair), L'Orfeil/Lorfeil et Blais (Blaye, au Cambout ?), dame héritière de Blais (contrat de mariage), dont :
Jean Ier, seigneur du Cambout,
Jeanne,
mariée à Rolland Le Danois,
Jacquette,
mariée à Jean Le Noir, seigneur de Kerlay,
Béatrix († après 1473),
mariée à Thomas Le Noir († après 1473), seigneur de La Lande,
Aliette,
mariée à Nicolas Laurans,
Aliette,
mariée à Jean de Rochen,
- Jean Ier du Cambout († vers 1476), seigneur du Cambout et de Blais,
marié en 1444 à Jeanne de Quélen, dont :
Jean II, seigneur du Cambout et de Blais  (Blaye, au Cambout ?),
Guillaume,
marié à la dame héritière du Clos, près de Lamballe,
Catherine,
mariée à Jean de Châteautro, seigneur du Cartier,
Orphaine, religieuse à Saint-Georges de Rennes sous Olive de Quelen, abbesse, sa tante, puis prieure de Plugeno
Guillemette,
mariée à Robert Chaton, seigneur des Vaux, dont
une fille,
mariée au seigneur de Lorme, près de Redon,
d'une autre relation, il aura :
un fils,
- Jean II du Cambout († 1535), seigneur du Cambout et de Blais, des fiefs du Bocq et de Mesnils, capitaine de Cesson et de Jugon, conseiller et maître d'hôtel du duc de Bretagne,
marié le 22 février 1480 à Robine Avaleuc († 1546), dont :
Alain IV, seigneur du Cambout,
Jean, seigneur du Chef-du-Bois,
enfant :
François (vers 1519 † après 1579), seigneur du Chef-du-Bois, capitaine de l'arrière-ban de Saint-Brieuc,
enfant :
René, seigneur du Chef-du-Bois, capitaine de l'arrière-ban de Saint-Brieuc,
Marie,
mariée à François Troussier, seigneur de La Gabetière
Anne du Cambout,
mariée à Jean du Boisriou,
deux filles, dont l'une religieuse,
- Alain IV du Cambout († novembre 1534), seigneur du Cambout, capitaine de Cesson,
marié à Jacquemine de Guémadeuc, dont :
un fils, seigneur du Cambout, page du roi de France, tué lors des guerres du Piémont sous le Maréchal de Montejean
René, seigneur du Cambout,
Anne,
mariée le 17 décembre 1531 à Jean Le Vayer, écuyer, seigneur de La Morandaye, de Clayes et de Quédillac,
Jeanne,
mariée vers 1531 à René de Bréhant, seigneur de La Roche,
- René du Cambout († mars 1577), seigneur du Cambout, du Chef-de-Bois et de Blais, seigneur de Coislin, chevalier de l'ordre du roi, capitaine de 50 hommes d'armes de ses ordonnances, grand veneur de Bretagne, Grand-maître aux Eaux, Bois et Forêts de Bretagne,
marié le 12 novembre 1537 à Françoise Baye, dame héritière de Mérionnec et de Coislin, dont :
François, seigneur du Cambout,
René († après le 8 juillet 1577), seigneur du Chef-du-Bois, capitaine de l'arrière-ban de Saint-Brieuc,
Philippe, seigneur de Blais, Grand-maître aux Eaux, Bois et Forêts de Bretagne,
marié à Françoise, fille de Jean, seigneur du Plessis en Saint-Dolay, dont :
Philippe, [seigneur de Valleron, capitaine de La Chèze,
marié à Marie Bonnier, sans postérité,
Jacques, seigneur du Plessis en Saint-Dolay,
Jean, présenté dans l'ordre de Saint-Jean de Jérusalem en 1584[1],
Susanne,
mariée à Pierre du Griffon, seigneur d'Argenteuil et de Villeneuve-sur-Beuvron,
Louise,
mariée le 4 avril 1560 à Louis de La Fontaine, seigneur de Cleray et de Beauville,
Perronelle,
mariée à Mathurin de Mars, seigneur de Sainte-Agathe,
Jeanne,
mariée à Bonabes de La Motte, seigneur de Launay-Guenguen
une fille,
mariée au seigneur du Moulinblot,
- François du Cambout (vers 1542 † 12 octobre 1625), seigneur du Cambout, châtelain de Campbon, seigneur de Coislin, seigneur de Mérionnec (en Careil) et du Chef-du-Bois, baron de Pontchâteau par acquisition, pour laquelle il fit hommage au roi en 1599, gouverneur de Nantes, chevalier de l'ordre du roi, grand-veneur et Grand maître, enquêteur et général réformateur aux Eaux, Bois et Forêts de Bretagne, chambellan du Duc d'Alençon, gentilhomme de la chambre du roi, conseiller du roi en ses conseils,
marié le 24 avril 1565 à Louise du Plessis, dame héritière de Beçay (Bessay, Bessé : à Saint-Léger-de-Montbrillais ; Beçay et Richelieu avaient été hérités en 1488 des Clérambault par les du Plessis[2] ; les Clérambault avaient aussi Le Plessis-Clérambault, la Plesse (à Avrillé et Saint-Clément-de-la-Place), Chantebuzin (Champ de Buzin à Grand'Landes plutôt que Chantebuzin à Reffannes), Palluau, etc.), tante du cardinal de Richelieu (fille de Louis du Plessis et Françoise de Rochechouart-Faudoas, et sœur de François), dont :
Henry, baron de Pontchâteau, mort jeune,
Charles, seigneur puis 1er marquis de Coislin,
Louis († après le 5 octobre 1629), seigneur de Beçay, gouverneur des Îles d'Oléron, auteur de la Branche de Beçay,
Françoise, morte jeune,
- Charles du Cambout (1577 - château de Coislin † 4 mars 1648 - Château de la Bretesche, inhumé en l'église de Missillac), seigneur puis 1er marquis de Coislin (marquisat érigé en 1634 à partir des seigneuries de Coislin et Quilly, châtellenie de Campbon et baronnie de Pontchâteau), châtelain de Campbon, seigneur de Quilly, baron de Pontchâteau (par usurpation de la baronnie vacante), baron de La Roche-Bernard, seigneur de Launequien, de Camboy, de Bossignol, de Blais (sans doute Blaye, au Cambout) et du Chef-du-Bois (sans doute Le Chef-du-Bos, à Plumieux), conseiller au conseil d'état et privé, chevalier de l'ordre du Saint-Esprit, gouverneur des ville et forteresse de Brest, lieutenant général en Basse-Bretagne, président à l'assemblée de la noblesse en qualité d'ancien baron de la province (1624), député des États de Bretagne pour l'ordre de la noblesse (1625) et maintenu en 1630 en toutes les assemblées publiques de la province, aux assises et tenues d'états dans le rang des anciens barons du pays,
marié à Philippe de Beurges, dame héritière de Seury, dont
Pierre-César (vers 1613 † 28 juillet 1641 - au siège d'Aire), marquis de Coislin, comte de Crécy, colonel général des Suisses & Grisons, lieutenant général des armées du roi, il se signala en plusieurs occasions, principalement dans le passage du Rhin à Mayence, à la retraite de Veudres, aux prises de Hesdin et d'Arras,
marié le 22 janvier 1634 (Paris) à Marie (vers 1618 † 31 août 1710), comtesse de Crécy, fille de Pierre Séguier, chancelier de France, duc de Villemor, dont :
Armand, marquis puis 1er duc de Coislin, baron de Pontchâteau, baron de La Roche-Bernard,
Pierre (1637 † 5 février 1706 - Versailles - inhumé en la Cathédrale d'Orléans), cardinal, évêque d'Orléans, premier aumônier du roi, puis Grand aumônier de France, chanoine de l'église de Paris, abbé de Saint-Victor de Paris, de Saint-Jean d'Amiens et de Saint-Gildas-des-Bois, prieur et seigneur d'Argenteuil, de Notre-Dame de Langchamp, de Longpont, de Saint-Pierre d'Abbeville et de Notre-Dame de Gaye (Marne), commandeur de l'Ordre du Saint-Esprit,
Charles-César (1641 † 13 février 1699 - Versailles), présenté de minorité dans l'ordre de Saint-Jean de Jérusalem en 1645[1],
François († 1650), destiné à l'Église, puis baron de Pontchâteau, il eut une épaule cassée au siège d'Aire en 1641,
Sébastien-Joseph (vers 1644 † 27 juin 1690 - Saint-Gervais, Paris), abbé de Saint-Gildas-des-Bois, de La Vieuville et de Geneston, dont il se démit en 1665 pour mener une vie pénitente à l'abbaye de Port-Royal-des-Champs puis à l'abbaye d'Orval,
Marie († 12 février 1691 - Val de Grâce, Paris),
mariée le 28 novembre 1634 (Paris) à Bernard de Nogaret de La Valette d'Épernon (1592 - Angoulême † 25 juillet 1661 - Paris), Duc d'Épernon,
Marguerite-Philippe († 9 décembre 1674 d'apoplexie - Paris),
mariée en 1634 à Antoine de L'Age, duc de Puylaurens,
mariée le 31 janvier 1639, Henri de Lorraine (20 mars 1601 † 25 juillet 1666 - Abbaye de Royaumont), comte d'Harcourt, d'Armagnac et de Brionne, Grand écuyer de France, second fils de Charles Ier de Lorraine, duc d'Elbeuf, et de Marguerite Chabot de Pagny.
Marié à Lucrèce de Quincampoix, sans postérité,
- Armand du Cambout (1er septembre 1635 à Paris † 16 septembre 1702), marquis puis 1er duc de Coislin (par union en 1665 des marquisat de Coislin, baronnies de Pontchâteau, et de La Roche-Bernard et de la seigneurie de Brignan), comte de Crécy, baron de Pontchâteau, baron de La Roche-Bernard, seigneur de Brignan, maître de camp général de la cavalerie légère de France, lieutenant général des armées du roi en Basse-Bretagne, Prévôt de Paris, élu membre de l'Académie française en 1652, il en deviendra doyen, chevalier de l'Ordre du Saint-Esprit, pair de France,
marié le 26 août 1654 à Madeleine du Halgouët († 9 septembre 1705), dame héritière du Chef-du-Pont de Kergrec'h, de La Roche-Rousse et de Parisy, dont :
Pierre, duc de Coislin, baron de La Roche-Bernard,
Armand-Jérôme, mort jeune,
Dominique,
César-Philippe-François († février 1680), abbé,
Henri-Charles, Prince-évêque de Metz,
Madeleine Armande (1665 † 30 janvier 1721),
mariée le 10 avril 1686 à Maximilien V de Béthune († 24 décembre 1712), duc de Sully et pair de France, sans postérité,
- Pierre du Cambout (23 août 1655 † 7 mai 1710 - Paris), duc de Coislin, baron de La Roche-Bernard, pair de France, membre de l'Académie française (1702-1710),
marié le 4 mai 1683 à Louise-Marie d'Alègre († 1692), sans postérité,
- Henri-Charles du Cambout (15 septembre 1665 - Paris † 28 novembre 1732, Prince-évêque de Metz, Prince du Saint-Empire, duc de Coislin, baron de La Roche-Bernard, comte de Crécy, premier aumônier du roi, commandeur de l'Ordre du Saint-Esprit, membre de l'Académie française (1702-1710), pair de France, président des États de Bretagne,

### Branche deBeçay
À la mort d'Henri-Charles du Cambout, évêque de Metz, commandeur de l'ordre du Saint-Esprit, héritier du duché de Coislin, qui s'éteignit à sa mort, en 1733, la maison du Cambout a subsisté depuis ce temps dans une branche cadette, qui tire son origine de Louis, second fils de François du Cambout, qui reçut en partage la terre du Becay, provenant de sa mère, Louise du Plessis de Richelieu. Il était le trisaïeul de Pierre-Armand du Cambout, comte de Carheil, qui hérita du marquisat de Coislin, et mourut en 1738.
- Louis du Cambout († après le 5 octobre 1629), seigneur de Beçay, gouverneur des îles d'Oléron, auteur de la Branche de Beçay, épousa en 1601 Gilberte du Puy du Fou (née vers 1566). Veuf, il épousa marié à Renée Arrel († vers 1642), dame héritière de Kermarquer en Pleumeur-Gautier. De sa première union, il eut :
  - Jérôme du Cambout, seigneur de Beçay, gouverneur des isles, ports et havres de Rhuys et du Château de Suscinio, chevalier de l'ordre du Roi, marié le 30 juillet 1619 à Marie (21 mai 1602 - Plessé † 2 décembre 1635 - Plessé), dame héritière de Carheil, de L'Evrisar, de Villeneuve et de Caesden, dont :
    - une fille (née vers 1620), mariée avec le sieur Raoul de La Guibourgère, dont postérité[3] ;
    - François du Cambout (né le 24 mars 1622 - Plessé), seigneur de Carheil, mort sans postérité ;
    - Philippe du Cambout (né le 1er juillet 1623 - Plessé), mort sans postérité ;
    - Janne (née le 22 mars 1626 - Plessé) ;
    - René (22 juin 1628 - Plessé † après 1688), marquis du Cambout, seigneur de Villeneuve[4], vicomte de Carheil (Plessé)[5], seigneur de Carheil, de Caden, de Vaujoin, d'Ervinet et de Kermadec, gouverneur pour Sa Majesté des îles et pays de Rhuys et du château de Sucinio et de Saint-Espinay, marié, le 22 juin 1649 à Vigneux-de-Bretagne (union consacrée par Mgr Jacques Raoul de La Guibourgère, évêque de La Rochelle, et père de la mariée), avec Jeanne, fille de Jacques Raoul de La Guibourgère (1592-1661), et de Yvonne Charette (1604 - Nantes † entre 1625 et 1630). Il épousa, en secondes noces, le 16 avril 1688 avec Louise Françoise de La Laurière.
      - (1er lit) Anne-Marie-Louise († 1693), fille d'honneur de Mademoiselle d'Orléans-Montpensier, mariée le 16 décembre 1683 à Jean-François de Gourdon de Genouillac (1645 † 1696), comte de Vaillac, dont postérité ;
      - (1er lit) Jacques du Cambout (18 juin 1650 - Plessé † 10 juillet 1701 - Bataille de Carpi (« passage de l'Adige »)), dit Le Marquis du Cambout, vicomte de Carheil, colonel du premier régiment de Dragons de Bretagne en 1688, puis d'un régiment de dragons de son nom en 1701, inspecteur général de la cavalerie et des dragons de l'armée de Catalogne, gouverneur de l'isle de Rhuys et du Château de Suscinio, brigadier des armées du roi, marié le 12 janvier 1679 à Renée-Marie Le Marchand (15 octobre 1708 - paroisse Saint Salomon, Vannes), dont :
        - Pierre-Louis du Cambout (vers 1680 † avant 1723), marquis du Cambout, vicomte de Carheil, gouverneur de l'isle de Rhuys et du Château de Suscinio, capitaine de dragons dans le régiment de Vassé, seigneur de Pontcohan, l'Epinais, Chafaut, Mallary, Cadain, Vaujour, Treminet et Guermadet, marié, le 4 mai 1704 à Nantes, avec Madeleine Béatrice Le Brun de Trohadio, dont :
          - Pierre-Armand (14 janvier 1705 † 13 juillet 1739 - Guenrouët), vicomte de Carheil, 1er marquis de Coislin (1734), capitaine de dragons en second au Régiment d'Orléans, marié, le 4 juillet 1727 à Erdeven, avec Renée-Angélique de Talhouët de Keravéon († après 1734), dont :
            - Charles Georges René du Cambout (15 février 1728 - Plessé † 20 janvier 1771 - Plessé), vicomte de Carheil, 2e marquis de Coislin, seigneur de Pontcohan, l'Epinais, Chafaut, la Boulais, baron de Coëtrivas, Keravéon, maréchal de camp, marié le 8 avril 1750 à Paris, avec Marie-Anne de Mailly-Rubempré (17 septembre 1732 - Bordeaux † 13 février 1817 - paroisse de la Madeleine, Paris), fille de Louis de Mailly (1696-1767), dont :
              - Alexandre Louis (15 juillet 1759 - Paris † 4 décembre 1759) ;
              - Élisabeth Éléonore (13 février 1761 - Paris † sans doute morte jeune) ;

            - Georges Armand (1730 † 5 juillet 1757 - Erdeven), « chevalier de Coislin » ;
            - Anne (vers 1730 † 5 mai 1747 - Guenrouët) ;
            - François Marie (décembre 1730 † 10 janvier 1731 - Guenrouët) ;
            - Armand Charles (janvier 1734 † 25 mars 1734 - Guenrouët) ;
            - Pierre François (janvier 1734 † 29 avril 1817), vicomte de Carheil, 3e marquis de Coislin (1771), émigra en 1791, marié, en novembre 1766, avec Louise Charette de Briord (1748 † 1803), dont :
              - Hélène (18 août 1767 - Nantes (Notre-Dame) † 23 octobre 1772 - Guenrouët) ;
              - Pierre Louis du Cambout (12 février 1769 - Plessé † 9 juillet 1837 - Plessé), 4e marquis de Coislin (1823), député de la Loire-Inférieure (majorité ministérielle, 22 août 1815 - 5 septembre 1816, 4 octobre 1816 - 24 décembre 1823), nommé à la Chambre des pairs le 23 décembre 1823 (Baron-pair le 23 décembre 1823, lettres patentes du 28 mai 1824), officier de la Légion d'honneur, marié, le 30 ventôse an XII (21 mars 1804) à Angers (Maine-et-Loire), avec Pauline Claude de Collasseau (5 septembre 1785 - Saint-Denis-d'Anjou † 23 mars 1845 - Paris), dont :
                - Pierre Adolphe du Cambout (5 pluviôse an XIII (25 janvier 1805) - Angers † 2 septembre 1873 - Courgivaux (Marne)), 5e marquis de Coislin, ancien page de Louis XVIII, officier de cavalerie, titulaire de la Médaille militaire (juillet 1871). Avec lui s'est éteinte la branche des marquis de Coislin. Il avait épousé, en juillet 1828, Louise Elisabeth Savary de Lancosme (née en 1808), dont :
                  - Louise Thomine (1829 - Plessé † 10 mars 1905 - Paris), mariée le 30 mai 1846 à Paris, avec Louis Gustave Marie Charles de Valon du Boucheron (1816 † 1898), baron d'Ambrugeac, dont postérité ;
                  - Alexandrine Aliette (4 juillet 1830 - château de Nogentel, Courgivaux (Neuvy (Marne)) † 21 juin 1874 - Chalandray (Vienne)), mariée, le 3 février 1848 à Paris, avec Georges Poute ([815 † 1889), marquis de Nieuil, dont postérité ;
                  - D'une relation avec Sophie de Castellane (2 décembre 1818 † 25 décembre 1904), il eut un fils illégitime : Pierre Charles Alain de Mérionnec (19 mai 1843 - Hôtel des Castellane - 57, rue du Faubourg-Saint-Honoré, Paris VIIIe † 12 novembre 1888 - 12, rue de Miromesnil, Paris VIIIe) ;

                - Agathe Pauline (née le 14 mars 1807 - Angers) ;
                - Pierre Ernest du Cambout (13 août 1809 - Angers † 30 juin 1872 - Angers), qualifié de « comte de Coislin »[6], marié, le 19 juillet 1836 à Duclair (Seine-Maritime), avec Marie Césarée Eugénie de Valori (1818-1885), sans postérité ;
                - Charles Ferdinand Pierre du Cambout[7] (15 novembre 1812 † 8 février 1864 - Mineral City), qualifié de « vicomte de Coislin »[6], membre de l'Assemblée législative en 1849, marié, le 8 septembre 1845 avec Elisabeth Anjorrant (1826 † 1847), dont :
                  - Alexandrine Césarine Jeanne (11 janvier 1847 - Paris Ier 10 décembre 1923 - Flogny-la-Chapelle), mariée le 31 juillet 1870 à Paris VIIe, avec Georges Le Gras (1841 † 1925), 6e marquis du Luart, dont postérité.

              - Sophie Charlotte (5 avril 1770 - Plessé † 1790), mariée, le 7 octobre 1788 à Plessé (Loire-Atlantique), avec Hyacinthe Antoine Jean Baptiste « Victor » du Botderu (13 novembre 1764 - Plouay † 27 mai 1834 - Plouay), colonel de cavalerie, député du Morbihan (1815-1816 et 1820-1827), pair de France (5 novembre 1827), dont postérité ;
              - Adélaïde (1er décembre 1771 - Plessé † 11 décembre 1847 - Plouai ou Erdeven), mariée avec « Victor » du Botderu (1764 † 1864), sans postérité ;
              - Agathe (14 octobre 1776 - Plessé † 16 novembre 1850 - Le Gallois, Villemer (Seine-et-Marne), mariée, le 4 vendémiaire an X (26 septembre 1801), avec César de Soussay (1779-1865), dont postérié ;

          - Marie-Josèphe (née le 15 février 1707 - Vannes), mariée, le 27 avril 1727 à Vannes (paroisse Saint-Pierre), avec Jacques du Bot (né en 1700), chevalier, seigneur de Talhouët ;
          - Anne Marguerite Renée (16 janvier 1708 - Vannes † 27 avril 1738 - Vannes), mariée en 1727 avec François Marie de Montigny (1705-1790), dont postérité ;
          - Joseph Armand (18 avril 1709 - Plessé † 20 avril 1709 - Plessé) ;
          - Anne François Guillaume (5 novembre 1713 - Plessé † ;

        - René († 29 décembre 1681 - Guenrouët) :
        - Anne-François-Guillaume (1685 - Plessé † juillet 1729), docteur en théologie de la falculté de Paris, sous-doyen de l'église d'Orléans, aumônier du roi, abbé de Saint-Memge, agent général du clergé de France, puis évêque de Tarbes ;
        - Jeanne Armande (1686 † 5 décembre 1756 - Guenrouët), mariée avec Hubert de La Massue +
        - Armand (septembre 1687 † 27 novembre 1687 - Guenrouët) ;

      - (1er lit) Armand (né entre 1650 et 1662) ;
      - (1er lit) Armand Joseph (6 février 1663 - Plessé † janvier 1723 - Derval), capitaine et major dans le premier régiment des Dragons de Bretagne (il est blessé à la Bataille de La Marsaille en 1693), marié, le 1er mars 1707 à Missillac, avec Marguerite Le Maistre († mars 1708), dont :
        - un fils (4 mars 1708 † 4 mars 1708) ;

      - (1er lit) Prudence († 1668 - inhumée le 4 décembre 1668 dans le chœur de l'église de Plessé),
      - (1er lit) Guillaume († 1686 - Souliers, près de Toulon), présenté dans l'ordre de Saint-Jean de Jérusalem en 1677[1], lieutenant de vaisseau ;
      - (1er lit) Armande Marie Madeleine (vers 1666 † 28 décembre 1724), fille d'honneur de Mademoiselle de Montpensier, mariée, le 19 mars 1695 à Versailles (mariage en présence du Roi et de la Reine), avec Gaspard des Monstiers ([vers 1648 † 30 décembre 1724), comte de Mérinville et de Rieux, gouverneur de Narbonne ;
        - (2e lit) Charles-Louis (vers 1689 † 1730 - Brest), officier de marine, enseigne de vaisseau (1727) ;
        - (2e lit) Louise Gilberte († après le 31 décembre 1717), religieuse à Rennes, puis abbesse de Nidoiseau (diocèse d'Angers, par nomination du roi le 31 décembre 1717),

    - Sébastien (11 septembre 1635 - Plessé † 8 octobre 1635).

## Membres illustres
- Marguerite-Philippe du Cambout (1622-1674), princesse de Lorraine
- Armand de Camboust, duc de Coislin (1635-1702), militaire français, membre de l'Académie française
- Sébastien-Joseph du Cambout (1634-1690), abbé commendataire puis théologien janséniste
- Pierre de Coislin (1636-1706), évêque d’Orléans
- Henri-Charles de Coislin (1664-1732), neveu du précédent, évêque de Metz de 1697 à 1732
- Pierre de Camboust, duc de Coislin (1664-1710), membre de l'Académie française

### Les ecclésiastiques
- Pierre du Cambout (1637 † 5 février 1706 - Versailles - inhumé en la Cathédrale d'Orléans), cardinal, évêque d'Orléans, premier aumônier du roi, puis Grand aumônier de France, chanoine de l'église de Paris, abbé de Saint-Victor de Paris, de Saint-Jean d'Amiens et de Saint-Gildas-des-Bois, prieur et seigneur d'Argenteuil, de Notre-Dame de Langchamp, de Longpont, de Saint-Pierre d'Abbeville et de Notre-Dame du Guais, commandeur de l'Ordre du Saint-Esprit
- Anne-François-Guillaume du Cambout de Beçay († après le 19 novembre 1719), docteur en théologie de la falculté de Paris, sous-doyen de l'église d'Orléans, aumônier du roi en 1711, abbé de Saint-Memge, agent général du clergé de France en 1719, il est sacré à Paris le 19 novembre 1719 évêque de Tarbes par le cardinal de Noailles
- Henri-Charles du Cambout (15 septembre 1665 - Paris † 28 novembre 1732, prince-évêque de Metz, prince du Saint-Empire, duc de Coislin, premier aumônier du roi, commandeur de l'Ordre du Saint-Esprit

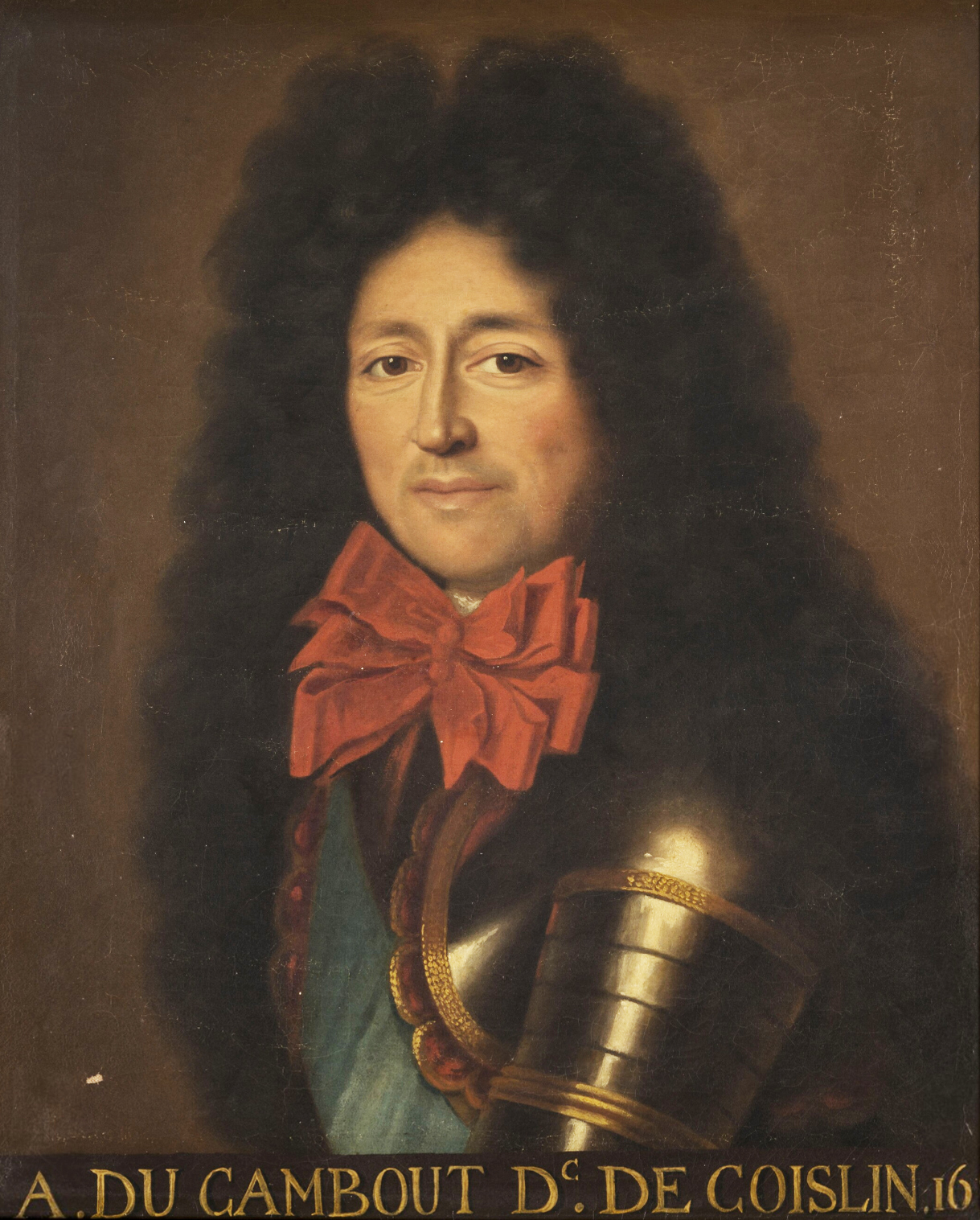
Armand du Cambout (1635-1702), 3e marquis de Coislin, puis 1er duc de Coislin
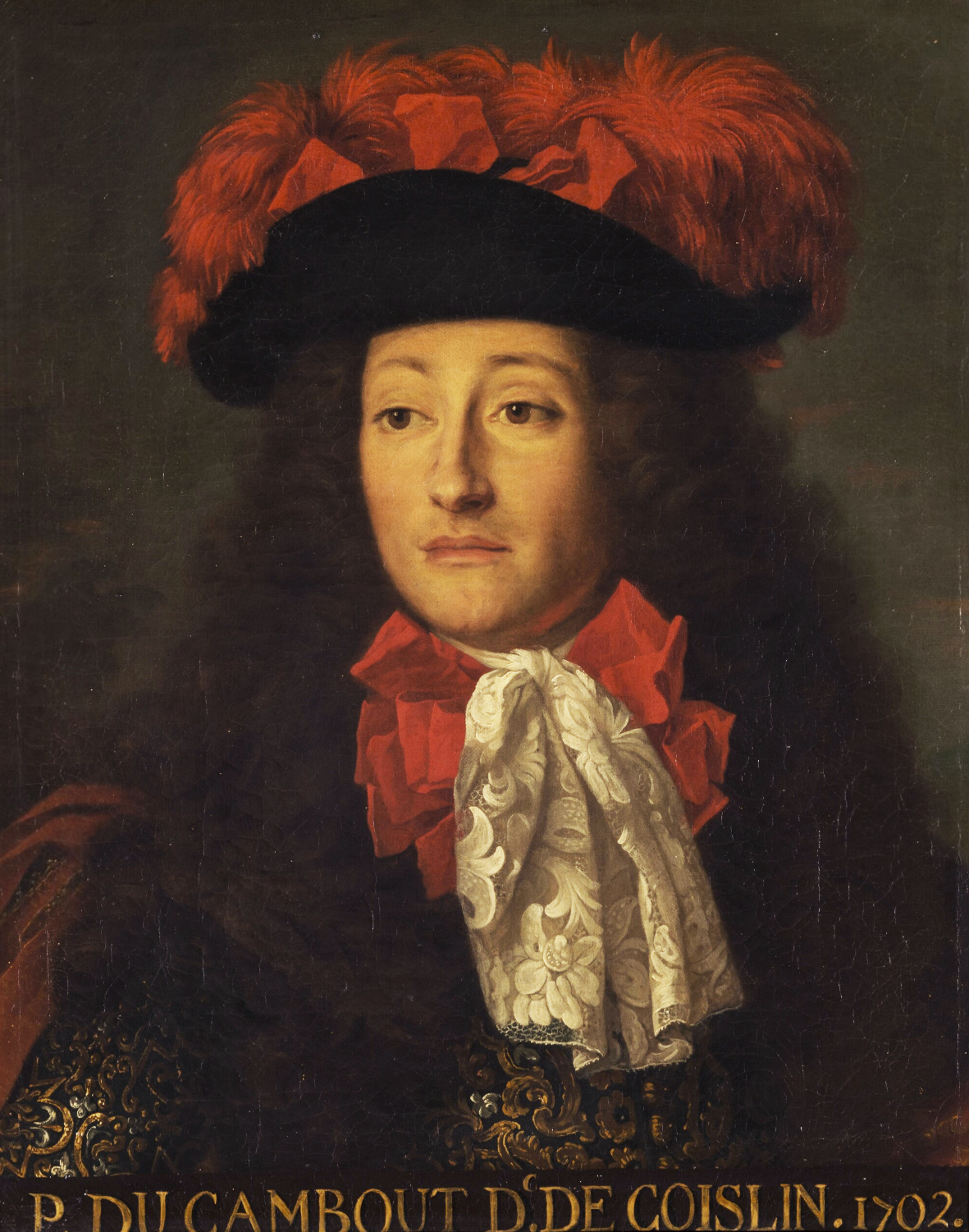
Pierre du Cambout (1655-1710), 2e duc de Coislin
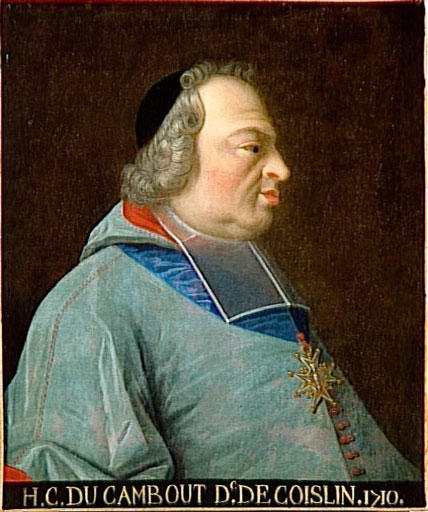
Henri-Charles du Cambout (1665-1732), 3e duc de Coislin

## Titres
Branche aînée
- seigneur du Cambout et de Kersalio, seigneur du Vauriou, de Blais, des fiefs du Bocq et de Mesnils, du Chef-du-Bois
- seigneur, puis marquis, puis duc de Coislin, châtelain de Campbon, seigneur de Quilly, baron de Pontchâteau, baron de La Roche-Bernard, seigneur de Launequien, de Camboy, de Bossignol, comte de Crécy, seigneur de Brignan
- Prince du Saint-Empire
- échanson du duc de Bretagne et du roi de France, écuyer du duc et de la duchesse de Bretagne, conseiller et maître d'hôtel du duc de Bretagne, grand-veneur et Grand maître, enquêteur et général réformateur aux Eaux, Bois et Forêts de Bretagne, chambellan du Duc d'Alençon, gentilhomme de la chambre du roi, conseiller du roi en ses conseils, président de l'assemblée de la noblesse en qualité d'ancien baron de la province, député des États de Bretagne pour l'ordre de la noblesse
- chevalier, capitaine et gouverneur de Moncontour, de La Hunaudaye, de Châtelaudren, de Cesson et de Jugon, capitaine de 50 hommes d'armes de des ordonnances du roi, capitaine de La Chèze, gouverneur de Nantes, gouverneur des ville et forteresse de Brest, lieutenant général en Basse-Bretagne, colonel général des Suisses & Grisons, maître de camp général de la cavalerie légère de France, lieutenant général des armées du roi en Basse-Bretagne, Prévôt de Paris
- capitaine de l'arrière-ban de Saint-Brieuc, cardinal, évêque d'Orléans, premier aumônier du roi, puis Grand aumônier de France, chanoine de l'église de Paris, Prince-évêque de Metz
- chevalier de l'ordre du roi, chevalier de l'ordre du Saint-Esprit, commandeur de l'Ordre du Saint-Esprit, membre de l'Académie française, puis doyen, pair de France

Branche de Beçay
- seigneur de Beçay, seigneur, puis vicomte de Carheil et de L'Evrisar
- gouverneur des îles d'Oléron, gouverneur des isles, ports et havres de Rhuys et du Château de Suscinio, capitaine et major dans le premier régiment des Dragons de Bretagne, Lieutenant de vaisseau enseigne de vaisseau, Colonel d'un régiment de dragons au nom de la famille en 1701, inspecteur général de la cavalerie et des dragons de l'armée de Catalogne, brigadier des armées du roi, capitaine de dragons
- docteur en théologie de la falculté de Paris, sous-doyen de l'église d'Orléans, aumônier du roi, abbé de Saint-Memge, agent général du clergé de France, évêque de Tarbes
- chevalier de l'ordre du roi

## Possessions

### Hôtels particuliers
L'hôtel de Coislin :
- un premier hôtel particulier à ce nom datant du XVIIe se trouvait rue de Richelieu, à côté de celui de Louvois (détruit) ;
- un autre hôtel particulier, cette fois du XVIIIe siècle, situé dans le 8e arrondissement de Paris à l'angle de la rue Royale et de la place de la Concorde, construit pour Marie-Anne de Mailly-Rubempré, marquise de Coislin, puis duchesse de Mailly maîtresse royale, née le 17 septembre 1732 et morte le 13 février 1817 à Paris. Fille du général Louis de Mailly (1696-1767), chevalier des ordres du roi, et d'Anne Françoise Elisabeth Arbaleste de Melun, petite-fille de Louis, comte de Mailly et sœur de la princesse de Montbarrey, elle épouse en premières noces, le 8 octobre 1750, le marquis Charles Georges René du Cambout de Coislin.

### Châteaux
- Le château de Carheil[8],[9] (Plessé) ;
- Château du Cambout ;
- Château de Campbon ;
- Château de Coislin (Campbon) ;
- L'ancien château de La Roche-Bernard ;
- Le château des Basses Fosses (La Roche-Bernard, XVIe siècle-XVIIe siècle) ;
- Château de la Bretesche (Missillac).

### Terres
- Le Cambout, Blais, Coislin, Quilly, Pontchâteau, La Roche-Bernard, Crécy, La Chapelle-Launay
- Beçay, seigneur, Carheil, L'Evrisar,

## Alliances
Les principales alliances de la famille sont : famille de Coëtlogon, famille de Goüyon, famille de Tournemire, maison de Rohan, famille de Quélen, famille de Guémadeuc, famille du Plessis-Richelieu, famille Séguier, famille Nogaret de La Valette, famille de L'Age, maison de Lorraine-Harcourt, maison de Béthune, famille du Puy-du-Fou, famille de Talhouët, famille de Charette, Le Gras du Luart.

## Armes
| Image                                         | Armes de la Maison du Cambout de Coislin                                                              |
| --------------------------------------------- | --- |
| Blason de la ville du Cambout (Côtes-d'Armor) | Maison du Cambout de Coislin De gueules, à trois fasces échiquetées d'argent et d'azur de deux tires. |

### Devise
Jamais en vain

### Sources et bibliographie
- Père Anselme de Sainte-Marie, Histoire généalogique et chronologique de la maison royale de France, 1726-1733, 9e t.,
- Jérôme Floury & Eric Lorant, Catalogue généalogique de la Noblesse bretonne, d'après la réformation de la noblesse 1668-1672 et les arrêts de l'Intendance du Conseil et du Parlement, 2000, III t.,
- Louis Urvoy de Portzamparc, Généalogie et Parenté, Urvoy 1998, 1050 p.,
- Abbé Amédée Guillotin de Corson, Les grandes seigneuries de Haute-Bretagne, 1999, III t.,
- Le Comte de Gouzillon de Belizal, "Preuve de Noblesse d'un chevalier de Malte de la maison de La Lande-Calan", Revue de Bretagne, 2e série, 1903, 2e année, 2e semestre, t. XL, p. 97-113, 245-260, 354-362,
- Frédéric Saulnier, Le parlement de Bretagne 1554-1790, 1991, 2e t., LXIII-892-29 p., 2e éd.,
- Annaïg Soulabaille, "L'ascension sociale de la famille Le Brun à Guingamp au XVIIe siècle : les stratégies d'alliance et leurs retombées socio-économiques", MSAHB, 1993, p. 167-179,
- Annaïg Soulabaille, "Guingamp au XVIIe et XVIIIe siècles, des élites peu entreprenantes", BAAB, 2000, p. 417-428,
- Gaëtan d'Aviau de Ternay, Dictionnaire des magistrats de la Chambre des comptes de Bretagne, 1995, 432 p.,
- Abbé Amédée Guillotin de Corson, Les grandes seigneuries de Haute-Bretagne, 1999, III t.
- Louis de la Roque, Catalogue des chevaliers de Malte, appelés successivement Chevaliers de l'Ordre Militaire et Hospitalier de Saint-Jean de Jérusalem, de Rhodes, de Malte - 1099-1800, Alp. Desaide, Paris, 1891
- Gustave Chaix d'Est-Ange, Dictionnaire des familles françaises anciennes ou notables à la fin du XIXe siècle, tome 8, pages 159 à 162 Cambout de Coislin (du)
- Dominique de Lastours, "Cambourg, Itinéraires Bretons", 2019, Editions Lampsaque, 850 pages. Prix Histoire (Texier II) 2020, de L'Académie des Sciences morales & politique (Institut de France)  (ISBN 2-911825-23-3)